# Jinhuaskinka

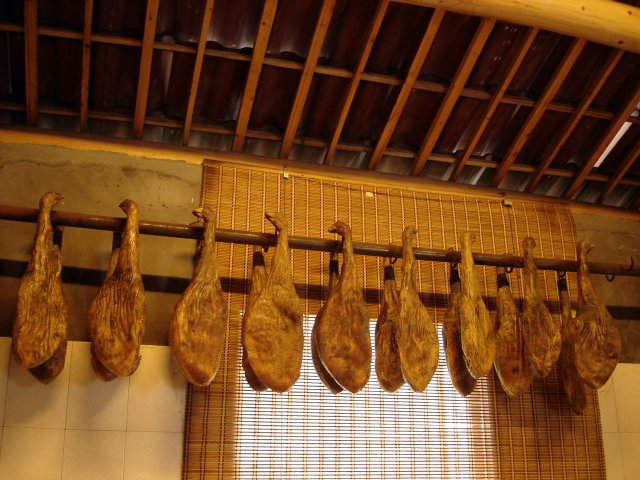

Jinhuaskinka (金华火腿) är en lufttorkad spekningsskinka i Zhejiangköket som är uppkallad efter sin tillverkningssort Jinhua i Zhejiang-provinsen i östra Kina. Skinkan används i det kinesiska köket för att smaksätta annan mat och för att grunda soppor.
Jinhuaskinken kommer från låret på en kinesisk grisras som kallas "svart i bägge ändar (兩頭烏), då den har både svart huvud och bakdel, men är vit i mittpartiet. Skinkproduktionen inleds när lufttemperaturen i bergen faller till under 10 grader Celsius, och processen tar mellan åtta och tio månader.